# STAT4
STAT4 (acronimo in lingua inglese di signal transducer and activator of transcription 4 o trasduttore e attivatore del segnale di trascrizione 4) è un gene umano. La proteina codificata è una delle proteine STAT della famiglia dei fattori di trascrizione.